# Steinach SG
| SG ist das Kürzel für den Kanton St. Gallen in der Schweiz. Es wird verwendet, um Verwechslungen mit anderen Einträgen des Namens Steinach zu vermeiden. |

Steinach ist eine politische Gemeinde im Kanton St. Gallen. Sie befindet sich im Wahlkreis Rorschach.

## Geographie
Das Siedlungsgebiet von Steinach befindet sich auf überwiegend flachem Gelände am Bodensee; das Dorfzentrum nahe der Mündung des Flusses Steinach. Südlich des Zentrums liegt etwas abgetrennt der Ortsteil Obersteinach, noch weiter südlich folgt ansteigendes Gelände Richtung St. Gallen. Es führt zur Steinerburg, die nahe dem höchsten Punkt (487 m ü. M.) der Gemeinde steht. Neben der Steinerburg fällt das Gelände steil zum tief eingeschnittenen Flussbett der Steinach ab. Zu Obersteinach, südlich der Rorschacherstrasse gelegen, gehören auch die Weiler Engensberg, Karrersholz und Haslen.  
Steinach gehört zum Einzugsgebiet der Stadt St. Gallen, die das wirtschaftliche und kulturelle Zentrum der Region bildet.
Nachbargemeinden sind im Westen Arbon, im Süden Berg und Mörschwil, im Osten Tübach und die Thurgauer Exklave Horn.

## Geschichte

Luftbild von Walter Mittelholzer (1923)

Erste Erwähnung findet Steinach im Jahre 769 im Zusammenhang mit der Rückführung des Leichnams von Otmar von St. Gallen von der Insel Werd bei Eschenz. Otmar wurde 759 zum Hungertod verurteilt, dann begnadigt und zu lebenslanger Haft auf der Insel Werd verurteilt, auf der er noch im selben Jahr verstarb. Zehn Jahre später überführten Mönche des Klosters St. Gallen den Leichnam über den Bodensee und entlang der Steinach zurück in ihr Kloster. Zu dieser Zeit wird im Gebiet des heutigen Steinachs ein Hof mit dem Namen Villa Steinaha und eine Anlegestelle für Schiffe vermerkt.
Eine Urkunde von 782 erwähnt eine Landschenkung an das Kloster St. Gallen. 1459 wurde die Vogtei Steinach an die Stadt St. Gallen abgetreten, die 1473 das Gredhaus bauen liess. Das heute noch bestehende Gebäude diente als Getreidespeicher. 1490 trat die Stadt St. Gallen die Vogtei Steinach an die Fürstabtei St. Gallen ab. 1529 wurde in Steinach die Reformation durchgeführt, die bereits 1532 mit der Rückkehr zum alten Glauben endete. Bis 1742 gehörte auch Tübach zur Pfarrei Steinach.
Während der Helvetik 1798 bis 1803 gehörte Steinach zum Kanton Säntis, danach zum neu gegründeten Kanton St. Gallen. Von 1803 bis 1832 waren auch die benachbarten Orte Tübach und Berg Teil der politischen Gemeinde Steinach.

## Bevölkerung und Religion

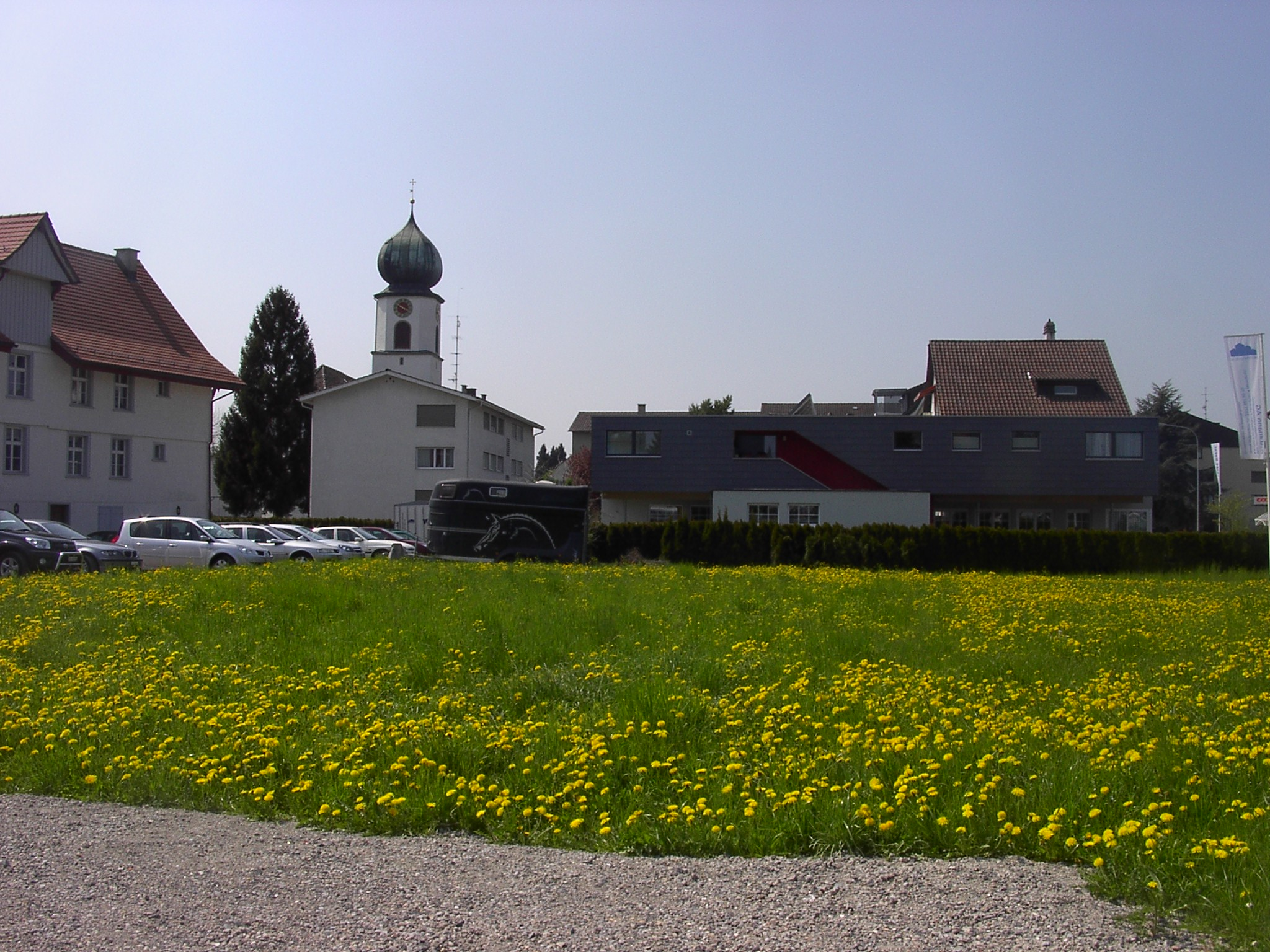
Kirche Steinach

Zwischen 1850 und 2000 vervierfachte sich die Bevölkerungszahl Steinachs von rund 750 auf etwa 3000 Einwohner und stieg seither noch leicht an. Viele Arbeitsplätze entstanden im späten 19. sowie im 20. Jahrhundert im benachbarten stark industrialisierten Arbon, was für entsprechenden Zuzug sorgte.
Ende 2019 hatte die ausländische Wohnbevölkerung einen Anteil von 24 %. Zur Konfessionszugehörigkeit machten die Steinacher folgende Angaben: katholisch 42 %, evangelisch 22 %, andere Konfessionen oder konfessionslos 36 %.
| Jahr      | 1840  | 1850  | 1900  | 1950  | 1980 | 2000  | 2005 | 2010  | 2015  | 2019  |
| Einwohner | 464   | 757   | 1276  | 1752  | 2513 | 2899  | 3299 | 3292  | 3519  | 3608  |
| Quelle    | [ 8 ] | [ 8 ] | [ 8 ] | [ 8 ] |      | [ 8 ] |      | [ 9 ] | [ 9 ] | [ 9 ] |

## Sehenswürdigkeiten

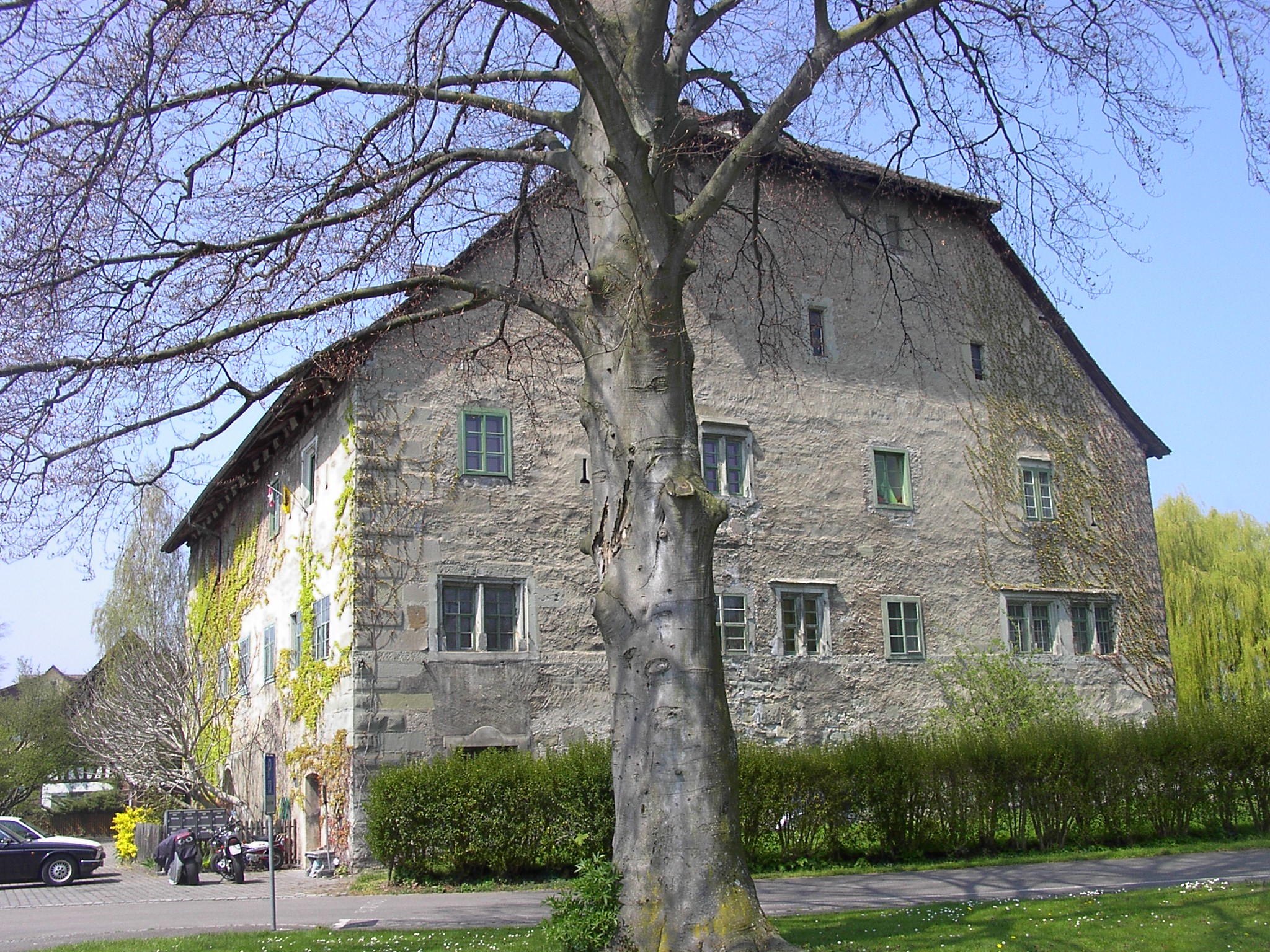
Gredhaus

Zu den Sehenswürdigkeiten zählen unter anderem die Steinerburg und das Gredhaus, ein Haus, in dem früher Korn gelagert wurde. Es wurde 1473 erbaut.

## Verkehr

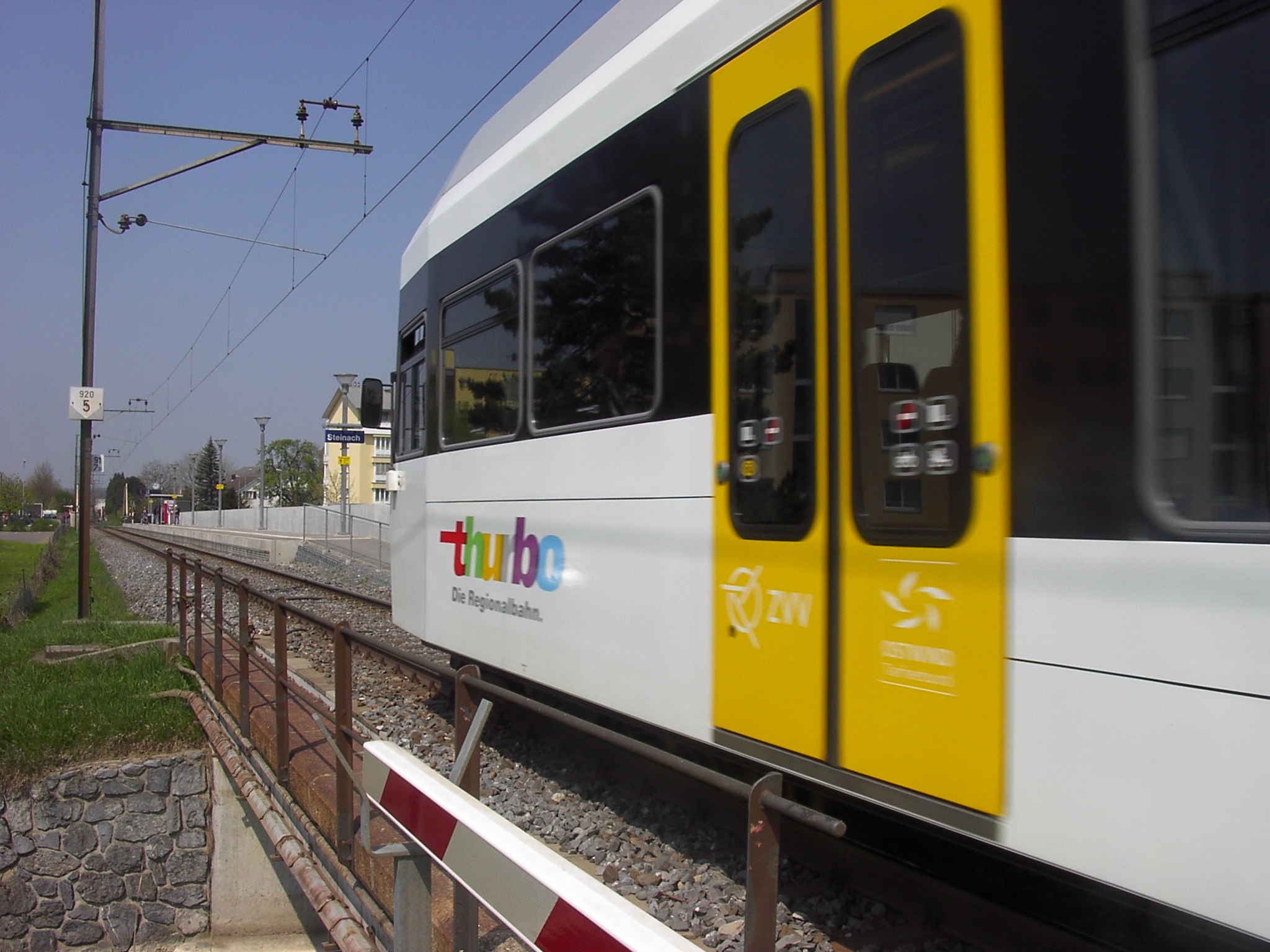
Bahnhof

Steinach hat seit 9. Dezember 2007 eine Haltestelle an der Seelinie Romanshorn-Rorschach. Die Strecke wird mit der S7 (Weinfelden – Romanshorn – Rorschach) und der S8 (Rorschach – Schaffhausen) der S-Bahn St. Gallen alternierend im Halbstundentakt befahren. Eine Anbindung ans Bahnnetz gelang erst mit grosser Verspätung: Steinach zog beim Bau der 1869 eröffneten Bahnlinie den Kürzeren, da im Streit um den Bahnanschluss nur das benachbarte Horn einen Bahnhof erhielt.
Mit den umliegenden Gemeinden und mit St. Gallen ist Steinach durch das Busnetz der PostAuto Schweiz verbunden. Die S-Bahn und der Busverkehr sind in den Tarifverbund Ostwind integriert.
Die Autobahn A1 ist über den Autobahnzubringer leicht erreichbar. Die Fahrzeit nach St. Gallen beträgt etwa 10 Minuten, nach Zürich etwa eine Stunde.

## Wirtschaft
Vor der Industrialisierung gehörten Landwirtschaft und Fischfang zu den dominierenden Erwerbszweigen, ab dem 17. Jahrhundert auch die Leinwandproduktion. Deren Bedeutung nahm mit dem Siegeszug der Baumwolle Ende des 19. Jahrhunderts wieder ab, wurde aber um 1900 durch die Einführung der Stickereiindustrie abgelöst. Diese wiederum wurde durch die Wirtschaftskrise der 1920er und 1930er Jahre schwer getroffen.

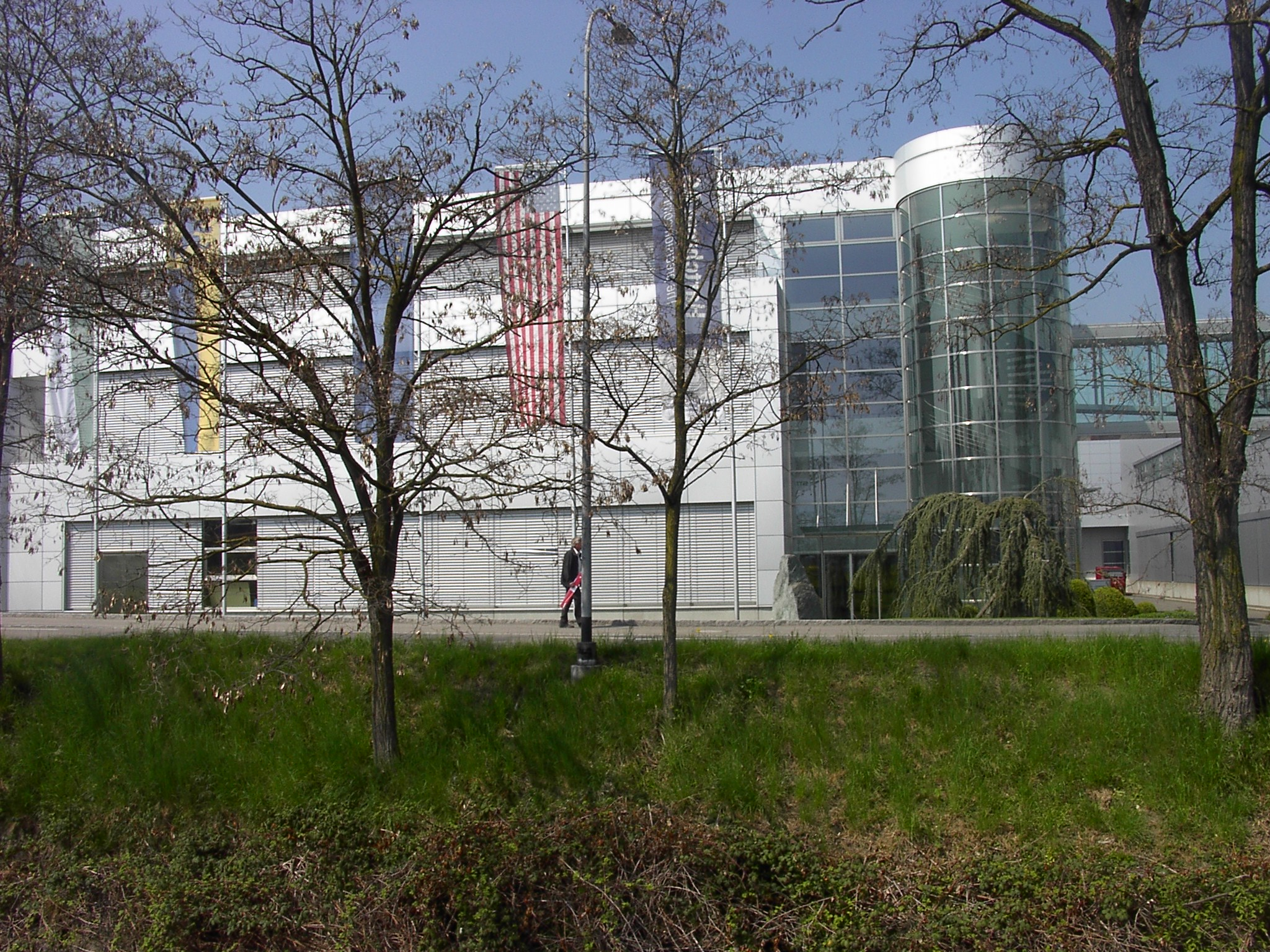
Gebäude der früheren Hartchrom AG

Nach dem Zweiten Weltkrieg entstanden zahlreiche Industriebetriebe in Steinach. Diese Entwicklung hält bis heute an. In der Metallverarbeitung sind es die zeitweise zur Arbonia-Forster-Gruppe gehörende STI Surface Technologies (früher Hartchrom AG) und die Trunz-Gruppe. Die Hügli-Nährmittel AG zog 1974 aus dem benachbarten Arbon nach Steinach. Steckverbindungen für die Automobilindustrie produziert die Tyco Electronics Logistics AG (früher AMP), und als Dienstleister der Elektronikindustrie ist Variosystems AG tätig. In einer ehemaligen Halle der Arboner Saurer-Werke, die auf Steinacher Boden steht, befindet sich die Produktion des Mörschwiler Fensterherstellers swisswindows AG (früher Dörig Fenster, heute zur swisspor-Gruppe gehörend). Die Raiffeisenbank Steinach, die heute zur Raiffeisenbank Regio Arbon gehört, wurde 1923 gegründet.
Im Dorfzentrum befindet sich ein Supermarkt von Volg.